# Agylla chosengylla
Agylla chosengylla là một loài bướm đêm thuộc phân họ Arctiinae, họ Erebidae.